# Heinrich Hentzi von Arthurm

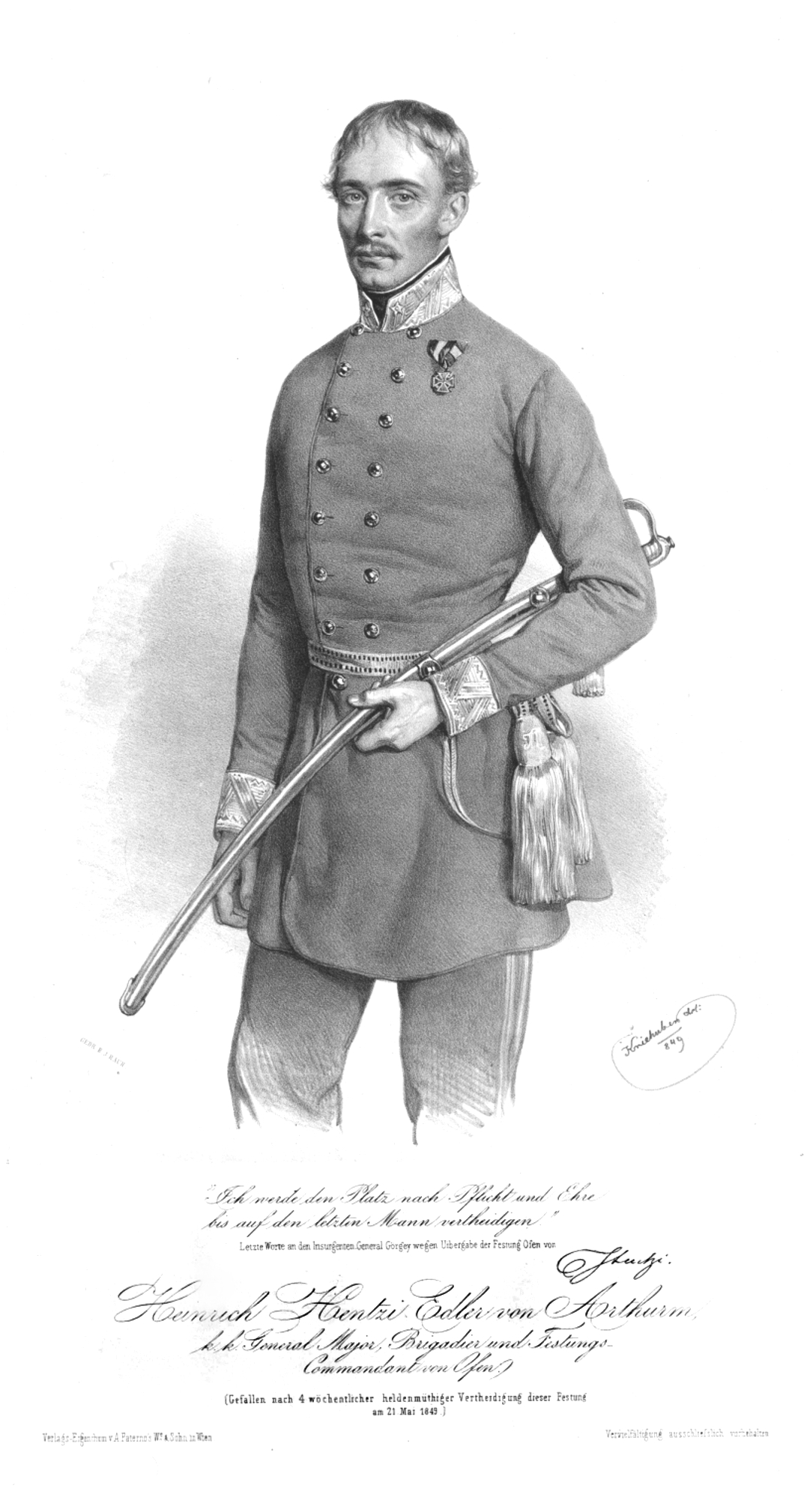
Heinrich Hentzi Edler von Arthurm, Lithographie von Joseph Kriehuber 1849

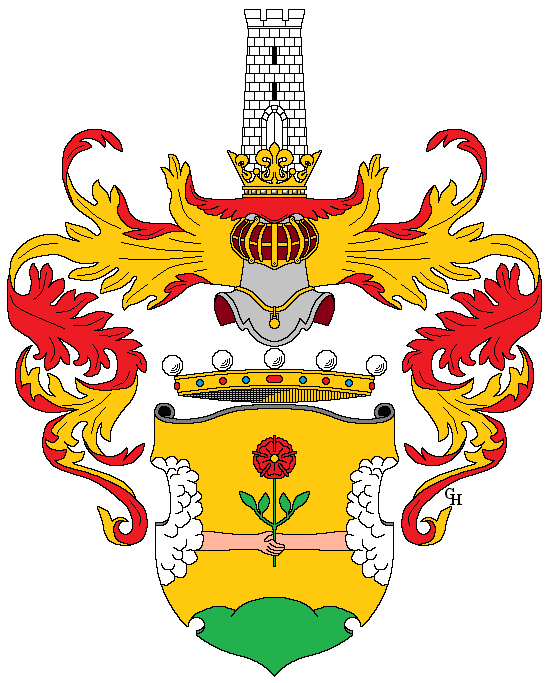
Wappen des Heinrich Hentzi Edlen von Arthurm, verliehen 1844

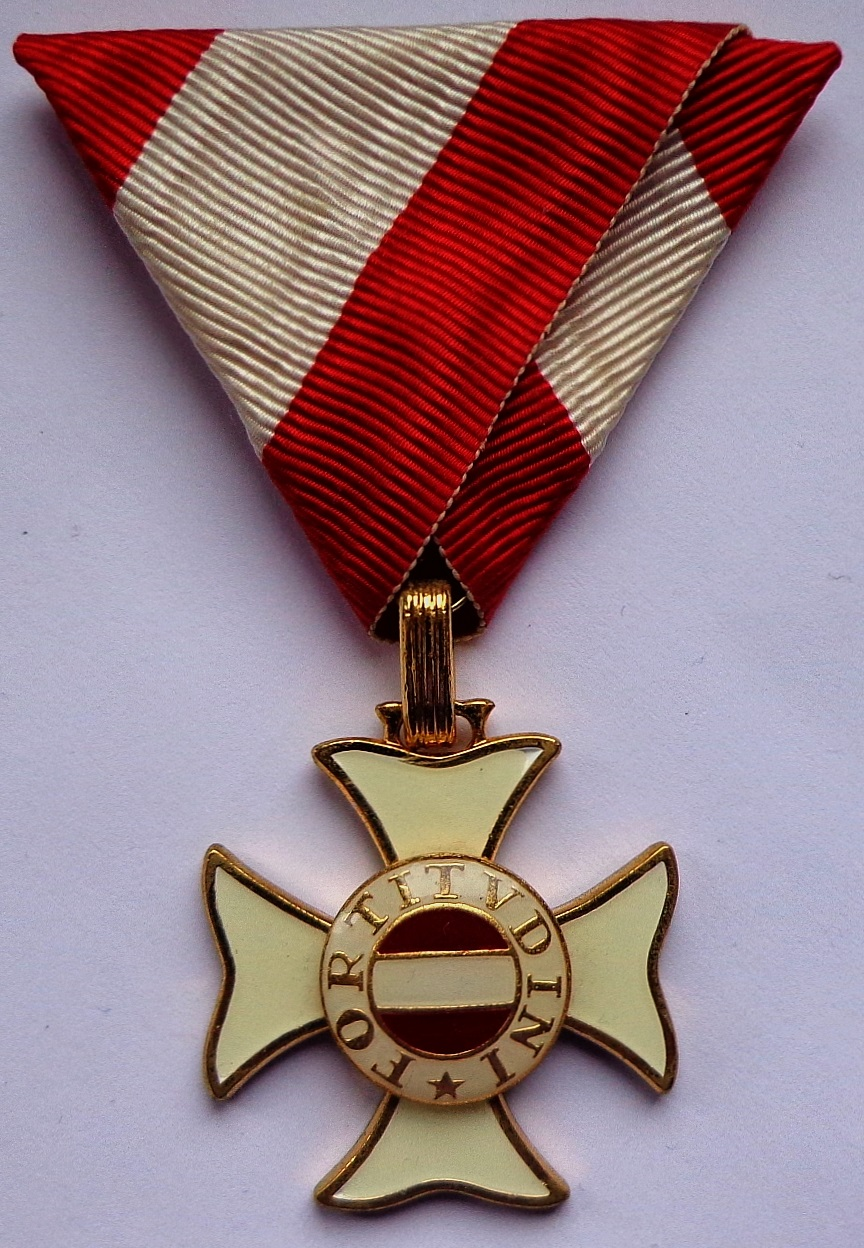
Ritterkreuz des Militär-Maria-Theresien-Ordens

Heinrich Hentzi, ab 1844 Heinrich Hentzi Edler von Arthurm (* 24. Oktober 1785 in Debrezin; † 21. Mai 1849 in Budapest (Ofen)) war ein österreichischer Generalmajor.

## Leben
Heinrich Hentzi trat am 1. September 1804 in österreichische Dienste und war zunächst bei den technischen Verbänden, dem so genannten Geniekorps. Er wurde bereits am 1. September 1805 zum Oberleutnant und am 1. März 1809 Kapitänleutnant befördert.
Er nahm in den Befreiungskriegen an den Feldzügen gegen Napoléon Bonaparte teil. Zu Beginn des Krieges war er in der Festung Olmütz stationiert. Später wurde er zum Ausbau der Festung von Komorn abkommandiert. Er nahm dann an einigen Operationen bei der Insel Schütt teil, wofür er von den Generalen Hessen-Homburg und Wimpfen gelobt wurde. Im Januar 1814 war er bei der Blockade von Auxonne dabei sowie an den Gefechten von St. George, Lyon und Voreppe. Nach dem Krieg wurde er am 5. Juli 1828 zum Major befördert, am 23. Juni 1834 zum Oberstleutnant und am 19. März 1841 zum Oberst. Am 16. August 1842 wurde er Kommandant des Sappeur-Korps.
Für seine Leistungen wurde er am 17. Juni 1844 mit dem Prädikat Edler von Arthrum in den erblichen österreichischen Adelsstand erhoben.
Danach am 9. Mai 1848 wurde er zum Generalmajor ernannt. Er diente noch drei Monate als Brigadier unter dem Feldmarschallleutnant Schlick in Krakau, bevor er als Kommandant in die Festung Peterwardein versetzt wurde. Dort übernahm er am 22. September 1848 das Kommando.
Während des ungarischen Aufstandes wurde er am 21. Oktober unter Aufsicht gestellt, da er sich weigerte, zur ungarischen Seite zu wechseln. Am 17. Dezember wurde er unter Bewachung nach Budapest gebracht, um ihm den Prozess zu machen. Jedoch rückte im Januar 1849 Feldmarschall Windischgrätz in Budapest ein, und Hentzi wurde befreit. Der Feldmarschall machte ihn zum Stadtkommandanten und Kommandeur der Festung Ofen. Die Festung war bereits teilweise in desolatem Zustand, Hentzi sollte sie wieder in Schuss bringen.
Nachdem die kaiserliche Armee abgezogen war, erschienen am 3. Mai 1849 die ungarische Armee unter Görgey vor der Festung und eröffnete die Belagerung von Ofen. Es gelang Hentzi von Arthurm, 20 Sturmangriffe der Aufständischen abzuwehren, bis dann am 21. Mai 1849 die Ungarn die Mauern doch noch ersteigen konnten. Bei diesen Gefechten wurde Hentzi, auf dessen lebend Haupt 5.000 Gulden ausgelobt waren, tödlich verwundet und starb 15 Stunden später. Immerhin hatte er mit 5.000 Mann Verteidigungstruppen gegen 30.000 anstürmende Ungarn 17 Tage lang die Festung halten können.
Heinrich Hentzi Edler von Arthurm wurde auf dem Ofener Friedhof zur letzten Ruhe bestattet.
1850 wurde Hentzi postum das Ritterkreuz des Militär-Maria-Theresia-Ordens verliehen. Auf kaiserliche Anordnung wurde beim Historienmaler Fritz L’Allemand (1812–1866) ein an den Tod Hentzis erinnerndes Gemälde in Auftrag gegeben.

## Familie
Hentzi auch Henzi stammt aus einer alteingesessenen Burgerfamilie aus Bern. Sein Großvater war Samuel Henzi, der in Bern in der Henzi-Verschwörung angeklagt und geköpft wurde.
Hentzi war verheiratet. Auf Grund des tapferen Verhaltens des Generals erhielt seine Witwe ein Geldgeschenk von 1000 Gulden und auf ihre Pension eine Zulage von 600 Gulden.
Sein einziger Sohn Heinrich (- 1862) verheiratet mit Eleonore von Bertolan (seit 2. October 1816) diente ebenfalls als Hauptmann bei der k.u.k Genietruppe unter Feldmarschall-Leutnant Ludwig von Walden. Er wurde 1848 mit dem Orden der Eisernen Krone ausgezeichnet und vom Kaiser Franz II HRR am 10. September 1852 in den Freiherrenstand erhoben.

## Hentzi-Denkmal in Budapest

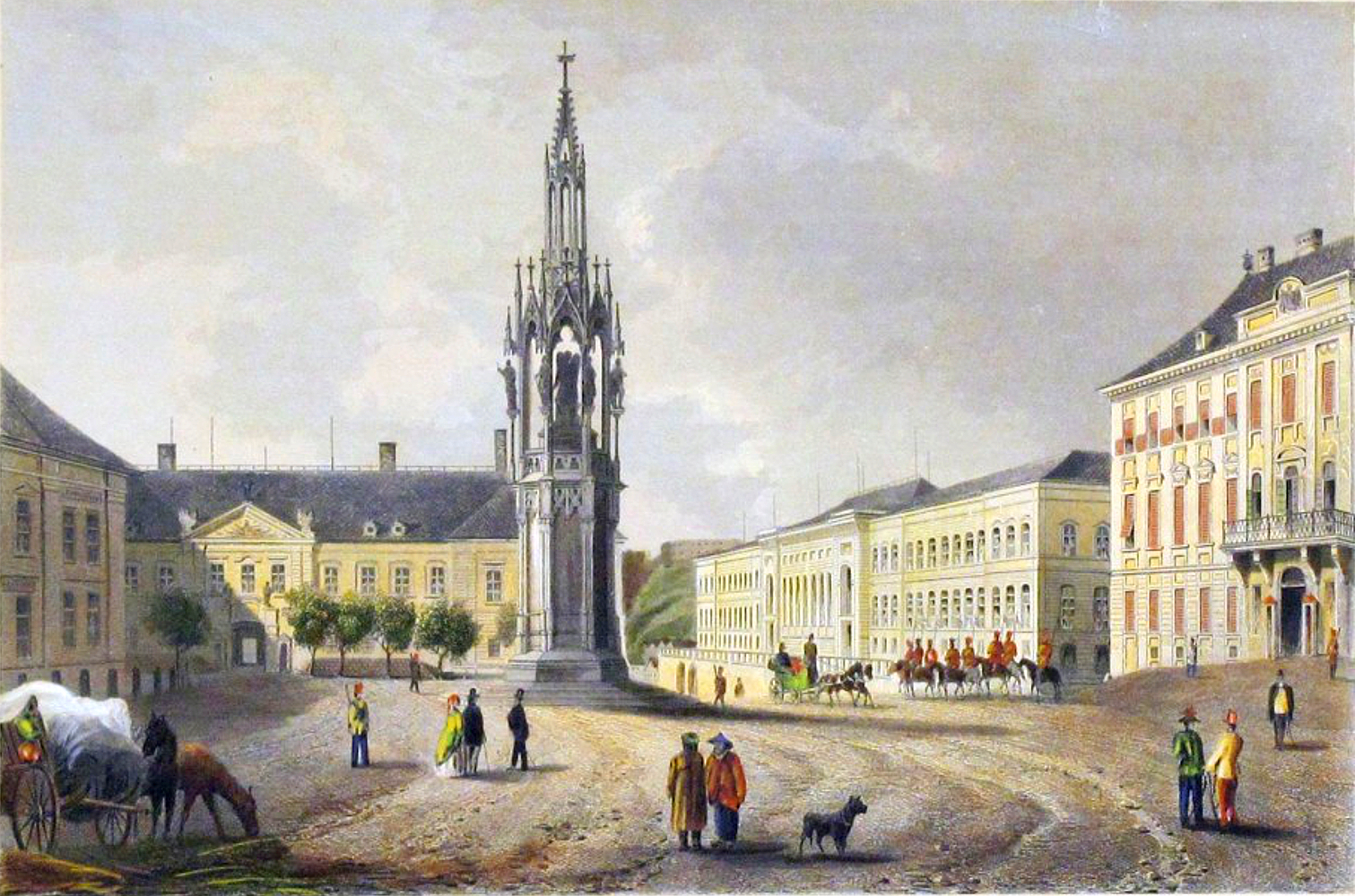
Hentzi Denkmal im Schloss Buda

Am 11. Juli 1852 wurde im Beisein von König Franz Joseph I. das von diesem initiierte (und in Wien-Landstraße gegossene) Hentzi-Denkmal enthüllt, was bei den ungarischen Nationalisten großen Unmut erregte. 1872 war die Absiedlung der (in Teilen von Hanns Gasser und Franz Bauer ausgeführten, 20,8 Meter hohen, 1.200 Zentner schweren) Anlage in den Heldensaal des Wiener Arsenals im Gespräch, 1899 wurde das Artefakt vom ursprünglich prominent angelegten Aufstellungsort am Dreifaltigkeitsplatz (gegenüber dem Palais Sándor) in Buda entfernt und in die Infanterie-Kadettenschule am Leopoldifelde im Stadtteil Hüvösvölgy versetzt. Die Neuplatzierung des Monuments wurde von König Franz Joseph I. angeregt, der dem (bereits am 2. April 1895 mit einer Bombe attackierten) Denkmal Hentzis eines der ermordeten Königin Elisabeth von Ungarn vorzog. Planung und Aufstellung des (restaurierten) Denkmals in der Kadettenschule löste eine politische Krise aus, da Hentzi als Vorbild für ungarische Militärschüler als untragbar angesehen wurde: Hentzi wurde posthum beschuldigt, einen von ihm abgelegten Schwur, nicht gegen Ungarn militärisch vorzugehen, gebrochen zu haben. Nach dem Sturz der Habsburger-Dynastie im Oktober 1918 wurde das Denkmal zerstört und seine Reste an private Sammler verkauft.